# 그랑프리 (경마)
그랑프리는 한국 마사회의 주최로 렛츠런 파크 서울에서 시행하는 G1급 대상특별 경주이다. 
1982년부터 시작된 그랑프리는 대한민국에 현존하는 대상경주 중 가장 오래된 역사를 가지고 있다. 